# Đạo quả luận
Đạo quả luận (zh. 道果論, bo. lam `bras ལམ་འབྲས་, sa. mārga-phala), tức là luận về "Đạo và quả", là tên dùng cho một loạt tác phẩm của Kim cương thừa trong dòng Tát-ca (bo. sa skya pa ས་སྐྱ་པ་) tại Tây Tạng. Khuynh hướng của Kim cương thừa là "Đường đi chính là mục đích" được nêu ra rất rõ trong các tác phẩm này. Gốc nguồn của các loại sách này là một Đát-đặc-la rất cổ, được một người tên là Drog-mi phiên dịch và đem sang Tây Tạng thế kỉ 11. Vị Tổ đầu tiên của dòng Tát-ca viết nhiều luận giải về Đát-đặc-la này và sáng lập truyền thống Đạo quả tại Tây Tạng.
Vị Đại thành tựu (sa. mahāsiddha) Virupa (sa. virūpa) được xem là người sáng lập truyền thống Đạo quả. Ông truyền cho đệ tử là Nagpopa tác phẩm căn bản, được gọi là "Kim cương kệ." Bản này rất ngắn và phải được khẩu thuyết thêm. Quan niệm chính của các Đạo quả luận là Niết-bàn và Luân hồi là một không hai. Muốn nhận thức được điều này, một Du-già sư (sa. yogin) phải tu tập triệt để.
"Tâm" được miêu tả như sau trong Đạo quả luận: 1. Trong sáng; 2. Không, trống rỗng và 3. Bao gồm cả hai tính chất 1. và 2.; khi Du-già sư chứng ngộ cả ba đặc tính này thì mới gọi là đạt giải thoát.